# Qualificazioni al campionato europeo femminile under 19 di pallavolo 2016
Le qualificazioni al campionato europeo femminile under 19 di pallavolo 2016 si sono svolte dal 7 gennaio al 10 luglio 2016: al torneo hanno partecipato trentadue squadre nazionali europee under 19 e dieci si sono qualificate al campionato europeo under 19 2016.

## Regolamento

### Formula
Le sei squadre posizionate nel ranking CEV nelle posizioni più basse hanno disputato una prima fase con formula del girone all'italiana: la prima classificata di ogni girone ha acceduto alla seconda fase. Alla seconda fase hanno partecipato ventotto squadre con formula del girone all'italiana: al termine della seconda fase la prima classificata di ogni girone si è qualificata per il campionato europeo under 19 2016, mentre la seconda classificata di ogni girone e la migliore terza classificata hanno acceduto alla terza fase. Alla terza fase hanno partecipato otto squadre con formula del girone all'italiana: al termine della terza fase la prima classificata di ogni girone e la migliore seconda classificata si sono qualificate per il campionato europeo under 19 2016.

### Criteri di classifica
Se il risultato finale è stato di 3-0 o 3-1 sono stati assegnati 3 punti alla squadra vincente e 0 a quella sconfitta, se il risultato finale è stato di 3-2 sono stati assegnati 2 punti alla squadra vincente e 1 a quella sconfitta.
L'ordine del posizionamento in classifica è stato definito in base a:
- Numero di partite vinte;
- Punti;
- Ratio dei set vinti/persi;
- Ratio dei punti realizzati/subiti;
- Risultati degli scontri diretti.

## Squadre partecipanti
| - Austria - Azerbaigian - Belgio - Bielorussia - Bulgaria - Croazia - Danimarca - Estonia | - Finlandia - Francia - Georgia - Germania - Grecia - Inghilterra - Israele - Italia | - Kosovo - Lettonia - Norvegia - Paesi Bassi - Polonia - Portogallo - Rep. Ceca - Romania | - Russia - Serbia - Slovenia - Spagna - Svezia - Svizzera - Turchia - Ucraina |

## Torneo

### Prima fase
| Girone 1 | Girone 2    |
| -------- | ----------- |
| Israele  | Bielorussia |
| Kosovo   | Georgia     |
| Ucraina  | Inghilterra |

#### Girone 1

##### Risultati
| 7 gennaio 2016 Pallati i Rinisë dhe Sporteve, Pristina Durata: 1h:31 - Spettatori: 450 | Kosovo  | 3 - 0 | Israele | 25-22, 25-22, 25-18 |
| 8 gennaio 2016 Pallati i Rinisë dhe Sporteve, Pristina Durata: 1h:16 - Spettatori: 120 | Israele | 0 - 3 | Ucraina | 21-25, 10-25, 23-25 |
| 9 gennaio 2016 Pallati i Rinisë dhe Sporteve, Pristina Durata: 1h:21 - Spettatori: 400 | Ucraina | 3 - 0 | Kosovo  | 25-15, 25-19, 25-11 |

##### Classifica
| Pos | Squadra | Pt | G | V | P | SV | SP | Ratio | PF  | PS  | Ratio |
| --- | ------- | -- | - | - | - | -- | -- | ----- | --- | --- | ----- |
| 1   | Ucraina | 6  | 2 | 2 | 0 | 6  | 0  | MAX   | 150 | 99  | 1.515 |
| 2   | Kosovo  | 3  | 2 | 1 | 1 | 3  | 3  | 1.000 | 120 | 137 | 0.875 |
| 3   | Israele | 0  | 2 | 0 | 2 | 0  | 6  | 0.000 | 116 | 150 | 0.773 |

#### Girone 2

##### Risultati
| 8 gennaio 2016 New Volleyball Arena, Tbilisi Durata: 1h:03 - Spettatori: 300  | Georgia     | 3 - 0 | Inghilterra | 25-16, 25-13, 25-10        |
| 9 gennaio 2016 New Volleyball Arena, Tbilisi Durata: 1h:04 - Spettatori: 150  | Inghilterra | 0 - 3 | Bielorussia | 15-25, 15-25, 12-25        |
| 10 gennaio 2016 New Volleyball Arena, Tbilisi Durata: 1h:28 - Spettatori: 500 | Bielorussia | 3 - 1 | Georgia     | 25-16, 25-14, 19-25, 25-15 |

##### Classifica
| Pos | Squadra     | Pt | G | V | P | SV | SP | Ratio | PF  | PS  | Ratio |
| --- | ----------- | -- | - | - | - | -- | -- | ----- | --- | --- | ----- |
| 1   | Bielorussia | 6  | 2 | 2 | 0 | 6  | 1  | 6.000 | 169 | 112 | 1.508 |
| 2   | Georgia     | 3  | 2 | 1 | 1 | 4  | 3  | 1.333 | 145 | 133 | 1.090 |
| 3   | Inghilterra | 0  | 2 | 0 | 2 | 0  | 6  | 0.000 | 81  | 150 | 0.540 |

### Seconda fase
| Girone A    | Girone B | Girone C    | Girone D | Girone E  |
| ----------- | -------- | ----------- | -------- | --------- |
| Bielorussia | Croazia  | Germania    | Polonia  | Bulgaria  |
| Grecia      | Spagna   | Italia      | Russia   | Estonia   |
| Romania     | Svezia   | Paesi Bassi | Svizzera | Finlandia |
| Serbia      | Turchia  | Portogallo  | Ucraina  | Norvegia  |

| Girone F    | Girone G  |
| ----------- | --------- |
| Azerbaigian | Austria   |
| Lettonia    | Belgio    |
| Francia     | Danimarca |
| Slovenia    | Rep. Ceca |

#### Girone A

##### Risultati
| 31 marzo 2016 Sportska Hala Vlade Divac, Vrnjačka Banja Durata: 1h:25 - Spettatori: 50   | Romania     | 3 - 0 | Grecia      | 25-23, 25-14, 25-20        |
| 31 marzo 2016 Sportska Hala Vlade Divac, Vrnjačka Banja Durata: 1h:36 - Spettatori: 200  | Serbia      | 1 - 3 | Bielorussia | 25-20, 16-25, 20-25, 22-25 |
| 1º aprile 2016 Sportska Hala Vlade Divac, Vrnjačka Banja Durata: 1h:37 - Spettatori: 50  | Grecia      | 1 - 3 | Bielorussia | 25-23, 16-25, 18-25, 12-25 |
| 1º aprile 2016 Sportska Hala Vlade Divac, Vrnjačka Banja Durata: 1h:25 - Spettatori: 350 | Romania     | 0 - 3 | Serbia      | 25-27, 23-25, 18-25        |
| 2 aprile 2016 Sportska Hala Vlade Divac, Vrnjačka Banja Durata: 1h:14 - Spettatori: 50   | Bielorussia | 3 - 0 | Romania     | 25-17, 25-20, 25-17        |
| 3 aprile 2016 Sportska Hala Vlade Divac, Vrnjačka Banja Durata: 1h:20 - Spettatori: 400  | Grecia      | 3 - 0 | Serbia      | 25-22, 25-23, 25-21        |

##### Classifica
| Pos | Squadra     | Pt | G | V | P | SV | SP | Ratio | PF  | PS  | Ratio |
| --- | ----------- | -- | - | - | - | -- | -- | ----- | --- | --- | ----- |
| 1   | Bielorussia | 9  | 3 | 3 | 0 | 9  | 2  | 4.500 | 268 | 208 | 1.288 |
| 2   | Serbia      | 3  | 3 | 1 | 2 | 4  | 6  | 0.666 | 226 | 236 | 0.957 |
| 3   | Grecia      | 3  | 3 | 1 | 2 | 4  | 6  | 0.666 | 203 | 239 | 0.849 |
| 4   | Romania     | 3  | 3 | 1 | 2 | 3  | 6  | 0.500 | 195 | 209 | 0.933 |

#### Girone B

##### Risultati
| 31 marzo 2016 Dvorana Gimnasium, Rovigno Durata: 1h:10 - Spettatori: 100 | Svezia  | 0 - 3 | Croazia | 15-25, 16-25, 17-25               |
| 1º aprile 2016 Dvorana Gimnasium, Rovigno Durata: 1h:04 - Spettatori: 50 | Turchia | 3 - 0 | Spagna  | 25-12, 25-11, 25-10               |
| 2 aprile 2016 Dvorana Gimnasium, Rovigno Durata: 2h:16 - Spettatori: 300 | Croazia | 3 - 2 | Spagna  | 30–28, 19-25, 20-25, 25-22, 15-11 |
| 2 aprile 2016 Dvorana Gimnasium, Rovigno Durata: 1h:03 - Spettatori: 50  | Svezia  | 0 - 3 | Turchia | 13-25, 11-25, 14-25               |
| 3 aprile 2016 Dvorana Gimnasium, Rovigno Durata: 1h:44 - Spettatori: 100 | Spagna  | 3 - 1 | Svezia  | 25-20, 25-11, 23-25, 25-17        |
| 3 aprile 2016 Dvorana Gimnasium, Rovigno Durata: 1h:15 - Spettatori: 300 | Croazia | 0 - 3 | Turchia | 14-25, 19-25, 22-25               |

##### Classifica
| Pos | Squadra | Pt | G | V | P | SV | SP | Ratio | PF  | PS  | Ratio |
| --- | ------- | -- | - | - | - | -- | -- | ----- | --- | --- | ----- |
| 1   | Turchia | 9  | 3 | 3 | 0 | 9  | 0  | MAX   | 225 | 126 | 1.785 |
| 2   | Croazia | 5  | 3 | 2 | 1 | 6  | 5  | 1.200 | 239 | 234 | 1.021 |
| 3   | Spagna  | 4  | 3 | 1 | 2 | 5  | 7  | 0.714 | 242 | 257 | 0.941 |
| 4   | Svezia  | 0  | 3 | 0 | 3 | 1  | 9  | 0.111 | 159 | 248 | 0.641 |

#### Girone C

##### Risultati
| 1º aprile 2016 PalaDennerlein, Napoli Durata: 1h:07 - Spettatori: 200  | Portogallo  | 0 - 3 | Germania    | 10-25, 16-25, 14-25              |
| 1º aprile 2016 PalaDennerlein, Napoli Durata: 1h:20 - Spettatori: 600  | Italia      | 3 - 0 | Paesi Bassi | 26-24, 25-18, 25-15              |
| 2 aprile 2016 PalaDennerlein, Napoli Durata: 1h:15 - Spettatori: 250   | Germania    | 3 - 0 | Paesi Bassi | 25-17, 25-15, 31-29              |
| 2 aprile 2016 PalaDennerlein, Napoli Durata: 1h:21 - Spettatori: 700   | Portogallo  | 0 - 3 | Italia      | 14-25, 19-25, 20-25              |
| 3 aprile 2016 PalaDennerlein, Napoli Durata: 2h:07 - Spettatori: 650   | Paesi Bassi | 3 - 2 | Portogallo  | 28-26, 23-25, 25-15, 22-25, 15-4 |
| 3 aprile 2016 PalaDennerlein, Napoli Durata: 1h:56 - Spettatori: 1 000 | Germania    | 1 - 3 | Italia      | 25-16, 23-25, 16-25, 30-32       |

##### Classifica
| Pos | Squadra     | Pt | G | V | P | SV | SP | Ratio | PF  | PS  | Ratio |
| --- | ----------- | -- | - | - | - | -- | -- | ----- | --- | --- | ----- |
| 1   | Italia      | 9  | 3 | 3 | 0 | 9  | 1  | 9.000 | 249 | 204 | 1.220 |
| 2   | Germania    | 6  | 3 | 2 | 1 | 7  | 3  | 2.333 | 250 | 199 | 1.256 |
| 3   | Paesi Bassi | 2  | 3 | 1 | 2 | 3  | 8  | 0.375 | 231 | 252 | 0.916 |
| 4   | Portogallo  | 1  | 3 | 0 | 3 | 2  | 9  | 0.222 | 188 | 263 | 0.714 |

#### Girone D

##### Risultati
| 31 marzo 2016 Borisoglebskiy Sport Hall, Ramenskoe Durata: 1h:18 - Spettatori: 80   | Polonia  | 3 - 0 | Ucraina  | 25-17, 25-19, 25-23               |
| 31 marzo 2016 Borisoglebskiy Sport Hall, Ramenskoe Durata: 1h:21 - Spettatori: 300  | Russia   | 3 - 1 | Svizzera | 25-10, 18-25, 25-13, 25-14        |
| 1º aprile 2016 Borisoglebskiy Sport Hall, Ramenskoe Durata: 1h:04 - Spettatori: 150 | Ucraina  | 3 - 0 | Svizzera | 25-15, 25-15, 25-15               |
| 1º aprile 2016 Borisoglebskiy Sport Hall, Ramenskoe Durata: 1h:28 - Spettatori: 700 | Polonia  | 0 - 3 | Russia   | 21-25, 23-25, 25-27               |
| 2 aprile 2016 Borisoglebskiy Sport Hall, Ramenskoe Durata: 1h:48 - Spettatori: 150  | Svizzera | 2 - 3 | Polonia  | 25-19, 17-25, 15-25, 25-18, 12-15 |
| 2 aprile 2016 Borisoglebskiy Sport Hall, Ramenskoe Durata: 1h:41 - Spettatori: 800  | Ucraina  | 1 - 3 | Russia   | 25-21, 18-25, 19-25, 14-25        |

##### Classifica
| Pos | Squadra  | Pt | G | V | P | SV | SP | Ratio | PF  | PS  | Ratio |
| --- | -------- | -- | - | - | - | -- | -- | ----- | --- | --- | ----- |
| 1   | Russia   | 9  | 3 | 3 | 0 | 9  | 2  | 4.500 | 266 | 207 | 1.285 |
| 2   | Polonia  | 5  | 3 | 2 | 1 | 6  | 5  | 1.200 | 246 | 230 | 1.069 |
| 3   | Ucraina  | 3  | 3 | 1 | 2 | 4  | 6  | 0.666 | 210 | 216 | 0.972 |
| 4   | Svizzera | 1  | 3 | 0 | 3 | 3  | 9  | 0.333 | 201 | 270 | 0.744 |

#### Girone E

##### Risultati
| 1º aprile 2016 Hristo Botev Hall, Sofia Durata: 1h:39 - Spettatori: 125 | Estonia   | 1 - 3 | Finlandia | 25-17, 19-25, 23-25, 12-25       |
| 1º aprile 2016 Hristo Botev Hall, Sofia Durata: 2h:11 - Spettatori: 400 | Bulgaria  | 3 - 2 | Norvegia  | 19-25, 25-14, 23-25, 25-22, 15-4 |
| 2 aprile 2016 Hristo Botev Hall, Sofia Durata: 1h:16 - Spettatori: 120  | Finlandia | 3 - 0 | Norvegia  | 25-13, 25-20, 25-18              |
| 2 aprile 2016 Hristo Botev Hall, Sofia Durata: 1h:10 - Spettatori: 650  | Estonia   | 0 - 3 | Bulgaria  | 14-25, 22-25, 21-25              |
| 3 aprile 2016 Hristo Botev Hall, Sofia Durata: 1h:40 - Spettatori: 200  | Norvegia  | 1 - 3 | Estonia   | 25-22, 13-25, 20-25, 21-25       |
| 3 aprile 2016 Hristo Botev Hall, Sofia Durata: 2h:06 - Spettatori: 850  | Finlandia | 2 - 3 | Bulgaria  | 22-25, 25-23, 20-25, 25-23, 8-15 |

##### Classifica
| Pos | Squadra   | Pt | G | V | P | SV | SP | Ratio | PF  | PS  | Ratio |
| --- | --------- | -- | - | - | - | -- | -- | ----- | --- | --- | ----- |
| 1   | Bulgaria  | 7  | 3 | 3 | 0 | 9  | 4  | 2.250 | 293 | 247 | 1.186 |
| 2   | Finlandia | 7  | 3 | 2 | 1 | 8  | 4  | 2.000 | 267 | 241 | 1.107 |
| 3   | Estonia   | 3  | 3 | 1 | 2 | 4  | 7  | 0.571 | 233 | 246 | 0.947 |
| 4   | Norvegia  | 1  | 3 | 0 | 3 | 3  | 9  | 0.333 | 220 | 279 | 0.788 |

#### Girone F

##### Risultati
| 1º aprile 2016 Riga 49 School Sport Complex, Riga Durata: 1h:24 - Spettatori: 90  | Francia     | 0 - 3 | Slovenia    | 22-25, 21-25, 18-25        |
| 1º aprile 2016 Riga 49 School Sport Complex, Riga Durata: 1h:50 - Spettatori: 600 | Lettonia    | 3 - 1 | Azerbaigian | 22-25, 25-22, 25-16, 30-28 |
| 2 aprile 2016 Riga 49 School Sport Complex, Riga Durata: 1h:48 - Spettatori: 60   | Slovenia    | 3 - 1 | Azerbaigian | 18-25, 25-18, 25-23, 25-18 |
| 2 aprile 2016 Riga 49 School Sport Complex, Riga Durata: 1h:10 - Spettatori: 600  | Francia     | 3 - 0 | Lettonia    | 25-21, 25-15, 25-11        |
| 3 aprile 2016 Riga 49 School Sport Complex, Riga Durata: 1h:01 - Spettatori: 100  | Azerbaigian | 0 - 3 | Francia     | 14-25, 9-25, 8-25          |
| 3 aprile 2016 Riga 49 School Sport Complex, Riga Durata: 1h:16 - Spettatori: 600  | Slovenia    | 0 - 3 | Lettonia    | 11-25, 21-25, 24-26        |

##### Classifica
| Pos | Squadra     | Pt | G | V | P | SV | SP | Ratio | PF  | PS  | Ratio |
| --- | ----------- | -- | - | - | - | -- | -- | ----- | --- | --- | ----- |
| 1   | Francia     | 6  | 3 | 2 | 1 | 6  | 3  | 2.000 | 211 | 153 | 1.379 |
| 2   | Slovenia    | 6  | 3 | 2 | 1 | 6  | 4  | 1.500 | 224 | 221 | 1.013 |
| 3   | Lettonia    | 6  | 3 | 2 | 1 | 6  | 4  | 1.500 | 225 | 222 | 1.013 |
| 4   | Azerbaigian | 0  | 3 | 0 | 3 | 2  | 9  | 0.222 | 206 | 270 | 0.763 |

#### Girone G

##### Risultati
| 31 marzo 2016 Stadionhal 1, Brøndby Durata: 1h:13 - Spettatori: 70   | Belgio    | 3 - 0 | Austria   | 25-16, 25-19, 25-14        |
| 31 marzo 2016 Stadionhal 1, Brøndby Durata: 1h:21 - Spettatori: 135  | Danimarca | 0 - 3 | Rep. Ceca | 13-25, 29-31, 12-25        |
| 1º aprile 2016 Stadionhal 1, Brøndby Durata: 1h:54 - Spettatori: 40  | Austria   | 1 - 3 | Rep. Ceca | 25-18, 23-25, 19-25, 23-25 |
| 1º aprile 2016 Stadionhal 1, Brøndby Durata: 1h:09 - Spettatori: 125 | Belgio    | 3 - 0 | Danimarca | 25-13, 25-7, 25-11         |
| 2 aprile 2016 Stadionhal 1, Brøndby Durata: 1h:14 - Spettatori: 129  | Austria   | 3 - 0 | Danimarca | 25-18, 25-21, 25-14        |
| 2 aprile 2016 Stadionhal 1, Brøndby Durata: 1h:42 - Spettatori: 81   | Rep. Ceca | 1 - 3 | Belgio    | 18-25, 25-22, 14-25, 10-25 |

##### Classifica
| Pos | Squadra   | Pt | G | V | P | SV | SP | Ratio | PF  | PS  | Ratio |
| --- | --------- | -- | - | - | - | -- | -- | ----- | --- | --- | ----- |
| 1   | Belgio    | 9  | 3 | 3 | 0 | 9  | 1  | 9.000 | 247 | 147 | 1.680 |
| 2   | Rep. Ceca | 6  | 3 | 2 | 1 | 7  | 4  | 1.750 | 241 | 241 | 1.000 |
| 3   | Austria   | 3  | 3 | 1 | 2 | 4  | 6  | 0.667 | 214 | 221 | 0.968 |
| 4   | Danimarca | 0  | 3 | 0 | 3 | 0  | 9  | 0.000 | 138 | 231 | 0.597 |

### Terza fase
| Girone H  | Girone I |
| --------- | -------- |
| Finlandia | Croazia  |
| Polonia   | Germania |
| Rep. Ceca | Lettonia |
| Serbia    | Slovenia |

#### Girone H

##### Risultati
| 7 luglio 2016 Sportska Hala Vlade Divac, Vrnjačka Banja Durata: - Spettatori: | Finlandia | 1 - 3 | Polonia   | 20-25, 21-25, 25-19, 17-25 |
| 7 luglio 2016 Sportska Hala Vlade Divac, Vrnjačka Banja Durata: - Spettatori: | Serbia    | 3 - 1 | Rep. Ceca | 25-14, 25-19, 18-25, 25-11 |
| 8 luglio 2016 Sportska Hala Vlade Divac, Vrnjačka Banja Durata: - Spettatori: | Polonia   | 3 - 0 | Rep. Ceca | 25-21, 25-17, 25-19        |
| 8 luglio 2016 Sportska Hala Vlade Divac, Vrnjačka Banja Durata: - Spettatori: | Finlandia | 0 - 3 | Serbia    | 11-25, 17-25, 15-25        |
| 9 luglio 2016 Sportska Hala Vlade Divac, Vrnjačka Banja Durata: - Spettatori: | Rep. Ceca | 0 - 3 | Finlandia | 13-25, 21-25, 25-27        |
| 9 luglio 2016 Sportska Hala Vlade Divac, Vrnjačka Banja Durata: - Spettatori: | Polonia   | 1 - 3 | Serbia    | 22-25, 25-18, 14-25, 13-25 |

##### Classifica
| Pos | Squadra   | Pt | G | V | P | SV | SP | Ratio | PF  | PS  | Ratio |
| --- | --------- | -- | - | - | - | -- | -- | ----- | --- | --- | ----- |
| 1   | Serbia    | 9  | 3 | 3 | 0 | 9  | 2  | 4.500 | 261 | 186 | 1.403 |
| 2   | Polonia   | 6  | 3 | 2 | 1 | 7  | 4  | 1.750 | 243 | 233 | 1.042 |
| 3   | Finlandia | 3  | 3 | 1 | 2 | 4  | 6  | 0.666 | 203 | 228 | 0.890 |
| 4   | Rep. Ceca | 0  | 3 | 0 | 3 | 1  | 9  | 0.111 | 185 | 245 | 0.755 |

#### Girone I

##### Risultati
| 8 luglio 2016 Olympic Sport Centre, Riga Durata: 1h:40 - Spettatori: 50   | Croazia  | 1 - 3 | Germania | 25-20, 14-25, 20-25, 19-25 |
| 8 luglio 2016 Olympic Sport Centre, Riga Durata: 1h:42 - Spettatori: 200  | Lettonia | 1 - 3 | Slovenia | 25-20, 23-25, 20-25, 14-25 |
| 9 luglio 2016 Olympic Sport Centre, Riga Durata: 1h:48 - Spettatori: 50   | Germania | 3 - 1 | Slovenia | 18-25, 25-12, 25-12, 28-26 |
| 9 luglio 2016 Olympic Sport Centre, Riga Durata: 1h:06 - Spettatori: 200  | Croazia  | 3 - 0 | Lettonia | 25-8, 25-12, 25-20         |
| 10 luglio 2016 Olympic Sport Centre, Riga Durata: 1h:17 - Spettatori: 50  | Slovenia | 0 - 3 | Croazia  | 22-25, 10-25, 14-25        |
| 10 luglio 2016 Olympic Sport Centre, Riga Durata: 1h:04 - Spettatori: 200 | Germania | 3 - 0 | Lettonia | 25-12, 25-6, 25-15         |

##### Classifica
| Pos | Squadra  | Pt | G | V | P | SV | SP | Ratio | PF  | PS  | Ratio |
| --- | -------- | -- | - | - | - | -- | -- | ----- | --- | --- | ----- |
| 1   | Germania | 9  | 3 | 3 | 0 | 9  | 2  | 4.500 | 266 | 186 | 1.430 |
| 2   | Croazia  | 6  | 3 | 2 | 1 | 7  | 3  | 2.333 | 228 | 181 | 1.259 |
| 3   | Slovenia | 3  | 3 | 1 | 2 | 4  | 7  | 0.571 | 216 | 253 | 0.853 |
| 4   | Lettonia | 0  | 3 | 0 | 3 | 1  | 9  | 0.111 | 155 | 245 | 0.632 |

## Squadre qualificate
| Squadra     | Qualificazione  |
| ----------- | --------------- |
| Belgio      | 1ª nel girone G |
| Bielorussia | 1ª nel girone A |
| Bulgaria    | 1ª nel girone E |
| Croazia     | 2ª nel girone I |
| Francia     | 1ª nel girone F |
| Germania    | 1ª nel girone I |
| Italia      | 1ª nel girone C |
| Russia      | 1ª nel girone D |
| Serbia      | 1ª nel girone H |
| Turchia     | 1ª nel girone B |